# Hyundai i800
O i800 é um modelo utilitário de porte grande da Hyundai.